# Szvámi Ráma
Szvámi Ráma (1925–1996) indiai jógi, tanító és író. A nyugati Himalájai Jóga Tradíció alapítója. Nagyon sok könyve jelent meg, elsősorban a helyes (spirituális) életmód, a meditáció, a jóga és az egészség témájában. Azon indiaiak egyike, akik hidat építettek a Kelet és Nyugat között, a spiritualitás és a tudomány, az ősi bölcselet és a modern technológia között. 
Nagy hatással volt a korának spirituális szokásaira, komoly erőfeszítéseket tett azért, hogy elhagyják a lényegtelen formalitásokat és rituálékat és a társadalom minden rétege látogathassa a templomi istentiszteletet; továbbá fellépett azért, hogy a nők is meditálhassanak. Szerinte a külső tanító feladata csak az lehet, hogy segítsen a belső tanító megtalálásában. Mindenkit arra ösztönzött, hogy igyekezzen megismerni és megérteni önmagát minden elképzelhető szinten, ahelyett hogy Istent és másokat próbálna megérteni. Azt tanította, hogy az egyén az elmélyülés és a meditáció gyakorlása által ébredjen önmagára.

## Élete
Szvámi Ráma 1925-ben, egy Észak-Indiában egy kis faluban született a Himalája lábánál. Kora gyermekkorától kezdve egy hindu mester nevelte és számos jógagyakorlatba beavatta. Emellett más jógikhoz és beavatottakhoz is elküldte, hogy új nézőpontokból nyerjen betekintést az ősi tanításokba. 
Huszonnégy évesen beiktatták a dél-indiai Karvirpítham Sankarácsárja tisztére, amely India legmagasabb spirituális tisztsége. Mintegy két év múlva azonban lemondott erről a rangról, hogy intenzív szádhanáját (spirituális gyakorlását) folytatni tudja. Fiatal éveiről részletesen mesél az Élet a Himalája mestereivel című könyvében. 
Mestere később Japánba, majd nyugatra küldte, hogy az ősi jógagyakorlatok tudományos alapjait szemléltesse. Japán után Nyugaton tanulta a nyugati filozófiát és pszichológiát. Londonban orvosi tanácsadóként dolgozott, és parapszichológiai kutatásban segédkezett Moszkvában.
Ezután visszaért Indiába és Risikésben alapított egy hindu közösséget. 1960-ban a darbhangai orvosi főiskolán homeopátiából diplomázott.
1969-ben az Egyesült Államokba utazott, és 23 éven át folytatta itt munkáját. Tanításai során kombinálta a keleti bölcseletet a nyugati terápiákkal.
Megalapította a Jógatudomány és Filozófia Himalájai Nemzetközi Intézetét (Himalayan Institute of Yoga Science and Philosophy), melynek azóta számos központja jött létre a világban. 
1989-ben visszatért Indiába. Itt a Himalája lábánál létrehozta a Himalája Intézet Kórházi Érdekszövetségét és ásramot is alapított.
1996 novemberében hunyt el Risikésben, Indiában.

## Kritika
Szvámi Rámát többen is megvádolták szexuális zaklatással. Egy Észak-karolinai női tanítvány bíróságra vitte az ügyét, és 1997-ben pert is nyert az akkor már halott Szvámi Ráma ellen. A döntés kimondta, hogy a guru legalább 30 alkalommal bántalmazta szexuálisan az akkor 19 éves tanítványt, amikor az 1993-ban a Himalája Intézetben tartózkodott. A felperesnek közel 1,9 millió dolláros kártérítést ítél meg a bíróság. Később Katarina Webster oknyomozó újságíró két éves kutatásából – mely a Yoga Journal Magazin egyik 1990-es kiadásában jelent meg – kiderült, hogy a guru az 1970-es évek óta bántalmazta a tanítványait rendszeresen, és legalább tíz női tanítvány emiatt hagyta el az intézetet és az ásramot.

## Művei

### Magyarul
- Szabadulás a karma kötelékéből; ford. Lakatos Anna; Mandala-Veda, Budakeszi, 2004
- Az örömteli élet művészete; ford. Demeczky János; Mandala-Seva, Bp., 2006
- Meditáció. A Himalája ajándéka. Élet, elmélet, tapasztalat Archiválva 2021. január 24-i dátummal a Wayback Machine-ben; ford. Demeczky János; Danvantara, Bp., 2007
- Tudatos élet. A spirituális átalakulás kézikönyve; ford. Veszprémi Krisztina; Ursus Libris, Bp., 2008
- Szamádhi. A Bölcsesség legfelsőbb szintje. A Valóság megpillantása Archiválva 2021. január 22-i dátummal a Wayback Machine-ben; ford. Harsányi Csaba; Danvantara, Bp., 2009
- Szent utazás. Értelmesen élni, méltósággal meghalni; ford. Mezősi Anna; Ursus Libris, Bp., 2009
- A jóga útjai. Hogyan válasszunk?; ford. Margittay Tamás; Ursus Libris, Bp., 2010
- A spirituális élet lényege. Útmutató társ a keresőnek; ford. Mezősi Anna; Ursus Libris, Bp., 2011
- Holisztikus egészség egy jógi szemével. Gyakorlati útmutató a tökéletes egészséghez; ford. Ladinszki Barbara; Danvantara, Bp., 2012
- Óm, az örök tanú. A Mándúkja-upanisad titkai; ford. Papp József; Ursus Libris, Bp., 2012
- A bölcsesség könyve. Ísá-upanisad; ford. Fajd Ernő; Ursus Libris, Bp., 2013
- Élet a Himalája mestereivel; ford. Demeczky János; Danvantara Kiadó, Budapest, 2019
- Az ősi mesterek bölcsessége. Mundaka-upanisad; ford. Borkovits Tamás; Himalájai Jóga Meditáció Közhasznú Egyesület, Budapest, 2020
- Szvámí Ráma–Rudolph Ballentine–Szvámí Adzsaja: Jóga és pszichoterápia. A tudat evolúciója Archiválva 2021. január 22-i dátummal a Wayback Machine-ben; ford. Zelei Kata; Danvantara Kiadó, Budapest, 2020
- Élet a Himalája mestereivel; ford. Berki Éva, Demeczky János; Danvantara, Bp., 2020
- Tűz és fény útja; Danvantara, Bp., 2021–
  - 1. Haladó jógagyakorlatok; ford. Jakab Ákos; 2021
- Szabadulás a karma kötelékéből; ford. Lakatos Anna; Danvantara, Budapest, 2023

### Angolul
Szelektív lista:
- Enlightenment Without God (Mandukya Upanishad) (ISBN 0893890847)
- The Science of Breath: A Practical Guide (ISBN 089389057X)
- Meditation and its Practice (ISBN 0893891533)
- Freedom from the Bondage of Karma (ISBN 0893890316)
- Spiritual Journey
- Yoga & Psychotherapy (ISBN 13:9780893890360)
- Perennial Psychology of the Bhagavad Gita (ISBN 0893890901)
- Sukhamani Sahib: Fountain of Eternal Joy (ISBN 089389110X )
- Book of Wisdom: ISHOPANISHAD (ISBN 0893890030)
- Wisdom of the ancient sages: Mundaka Upanishad (ISBN 0893891207)
- The Royal path: Practical lessons on Yoga (ISBN 0893891525)
- Path of Fire and Light volume 2 (ISBN 0893891126)
- A Practical Guide to Holistic Health (ISBN 0893891746)
- Japji: Meditation in Sikhism (ISBN 089389107X)
- Spirituality Transformation within & without (ISBN 0893891509)
- Life Here and Hereafter (Kathopanishad) (ISBN 0893890022)
- Choosing a Path (ISBN 0893890774 )
- Love and family Life (ISBN 0893891339)
- Valmiki Ramayana Retold in verse vols I and II
- Love Whispers (ISBN 0893891789)
- Celestial Song / GoBind Geet (ISBN 0893891037)
- Sacred Journey (ISBN 8176210900)
- Sadhana: The Essence of Spiritual Life (ISBN 8176210943)
- OM: The Eternal witness (ISBN 9788188157433)
- Exercises for Joints & Glands (ISBN 10:0893890839)
- Conscious Living (ISBN 8188157031)
- Swami Rama (1980) „Living with the Himalayan Masters“, Himalayan International Institute, Honesdale, PA. (ISBN 0893891568)
- Swami Rama (1989) „The Art of Joyful Living“, Himalayan Institute Press. (ISBN 089389236X)
- Swami Rama (1986) „Path of Fire and Light“ volume 1, Himalayan Institute Press. (ISBN 0893890979)